# 道の駅オスコイ!かもえない
道の駅オスコイ!かもえない（みちのえき オスコイ!かもえない）は、北海道古宇郡神恵内村にある国道229号の道の駅である。
2004年（平成16年）9月の台風18号の高波の被害を受け、長らくの間閉鎖していたが場所を移動し施設を建替え2010年4月24日から営業を再開した。
駅名の「オスコイ!」は、鰊漁の折に船を漕ぐ際の掛け声に由来する（鰊場作業唄を参照）。

## 道路
- 国道229号

## 歴史
- 1995年（平成7年）8月5日 - 開駅。
- 2004年（平成16年） - 台風18号の被害を受けたため、閉鎖。
- 2008年（平成20年） - 神恵内村が2008年度の予算に建物の解体と建て替えを計上した[1]。
- 2010年（平成22年）4月24日 - 新規に建て直し場所を移転して営業再開

## 休館日
- 年末年始（12月31日 - 1月3日）

## 主な施設
- 駐車場
  - 普通車：29台
  - 大型車：3台
  - 身障者用 : 2台
- トイレ
  - 男：2器（2器）
  - 女：5器（5器）
  - 身障者用：1器（1器）

※（）内は24時間使用可能
- 公衆電話：有
- 売店（水産物販売）
- 観光案内所

## アクセス
- 札幌市より約126km

## 周辺
- 古宇川
- 神恵内青少年旅行村
- 岩宇地域海岸線「しおかぜライン」・「道の駅かもえない」バス停留所